# Aeroporto de Jeonju
O Aeroporto de Jeonju (IATA: CHN, ICAO: RKJU) é um pequeno aeroporto militar localizado próximo da cidade de Jeonju (Chonju), Coreia do Sul.